# Błotno (Pojezierze Ińskie)
Błotno – jezioro na Pojezierzu Ińskim, położone w gminie Dobrzany, w powiecie stargardzkim, w woj. zachodniopomorskim.
Według danych gminy Dobrzany powierzchnia zbiornika wynosi 23,76 ha.
Błotno ma wydłużony kształt o długości ok. 1,6 km i szerokości do ok. 170 m. Jest jeziorem rynnowym o bardzo wysokich i stromych brzegach dochodzących do 10 m wysokości względnej. Nad północnym brzegiem jeziora znajduje się niewielki las. Nad południowym brzegiem leży jeziora leży wieś Błotno.
Według typologii rybackiej jest jeziorem linowo-szczupakowym.